# 静兰街道
静兰街道，是中华人民共和国广西壮族自治区柳州市城中区下辖的一个乡镇级行政单位。

## 行政区划
静兰街道下辖以下地区：
三门江社区、静兰村、柳东村和环江村。